# 12 мая
12 мая — 132-й день года (133-й в високосные годы) по григорианскому календарю.
До конца года остаётся 233 дня.
До 15 октября 1582 года — 12 мая по юлианскому календарю, с 15 октября 1582 года — 12 мая по григорианскому календарю.
В XX и XXI веках соответствует 29 апреля по юлианскому календарю.

## Праздники и памятные дни
См. также: Категория:Праздники 12 мая

## Международные
- ООН — Международный день охраны здоровья растений[2].

### Национальные
- Грузия — День Святого апостола Андрея Первозванного[3].

### Религиозные
Православие

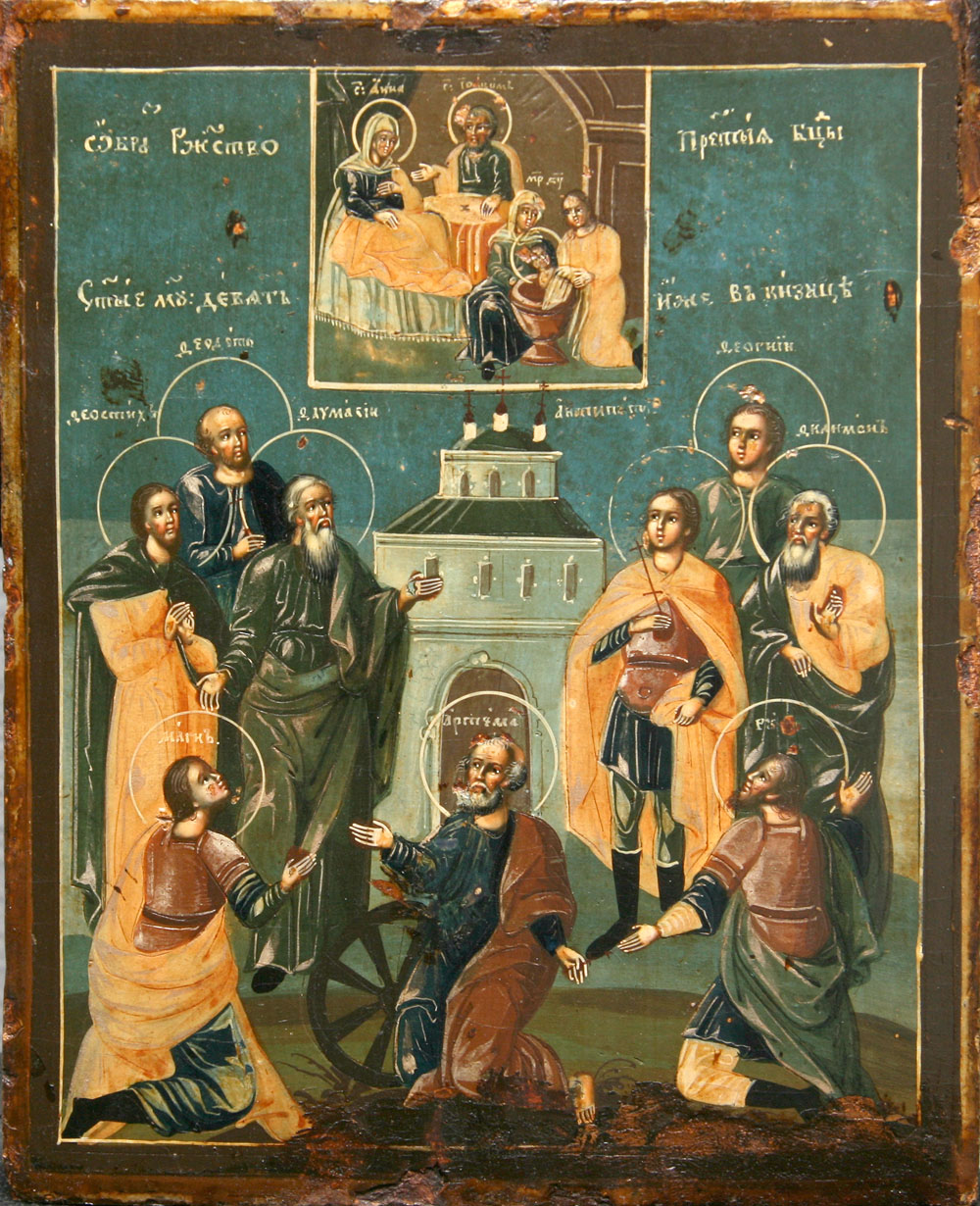
Девять мучеников Кизических

- Память Ме́мнона Чудотворца, игумена Египетского;
- память мучеников Диодора и Родопиана, диакона (284—305);
- память девяти мучеников Кизических: Феогнида, Руфа, Антипатра, Феостиха, Артемы, Магна, Феодота, Фавмасия и Филимона (286—299);
- память святителя Василия Острожского, митрополита (1671) (Сербская православная церковь);
- память трёхсот мучеников, в горах Дудиквати и Папати (Турция) пострадавших (XVII—XVIII) (Грузинская православная церковь);
- память преподобного Нектария Оптинского (1928);
- память преподобного Амфилохия Почаевского (Головатюка) (1970).

### Именины
- Католические: Доминик, Панкратий.
- Православные: Артём, Василий, Иван, Федот, Филимон.

## События
См. также: Категория:События 12 мая

### До XVIII века
- 254 — епископом Рима (папой) стал Стефан I[6].
- 907 — Чжу Вэнь заставил отречься от престола последнего танского императора Ли Чу.
- 996 — в Киеве освящён один из первых на Руси каменных храмов — Десятинная церковь (по другой версии, 11 мая)[7].
- 1191 — Беренгария Наваррская вышла замуж за Ричарда Львиное Сердце[8], также её объявили королевой Англии.
- 1310 — инквизиция во Франции публично казнила 54 видных деятеля Ордена тамплиеров.
- 1364 — в Кракове создан Ягеллонский университет — один из старейших ВУЗов в Европе и один из самых крупных в Польше.
- 1551 — в Лиме на базе монастырской школы Доминиканского ордена основан университет Сан-Маркос.
- 1588 — «День баррикад» в Париже.
- 1664 — премьера комедии Мольера «Тартюф» в Версале.

### XVIII век
- 1731 — началось судоходство по Ладожскому каналу. Этот канал стал третьей по масштабу стройкой эпохи Петра I после Санкт-Петербурга и Кронштадта.
- 1780 — в ходе Войны за независимость США после осады сдался Чарлстон — крупное поражение Континентальной армии.
- 1785 — Ричард Кросби (Richard Crosby) предпринял вторую попытку перелететь Ирландское море на аэростате, но его шар смог лишь подняться с территории Дублинских казарм, а затем вновь опустился вниз.
- 1795 — в России созданы Брацлавская, Волынская и Подольская губернии.
- 1797 — в Венеции принят ультиматум генерала Бонапарта — уничтожена Венецианская республика.

### XIX век
- 1846 — группа Доннера отправилась в Калифорнию.
- 1870 — Манитоба провозглашена провинцией Канады.
- 1881 — установлен французский протекторат над Тунисом.
- 1888 — установлен британский протекторат над Северным Борнео.

### XX век
- 1918 — лайнер «Олимпик», идя в сопровождении 4-х эсминцев, потопил немецкую подводную лодку U-103, протаранив её носовой частью и разрубив пополам.
- 1922 — основан Грузинский политехнический институт.
- 1926
  - Государственный переворот в Польше, установление режима Юзефа Пилсудского.
  - Линкольн Элсуорт сбросил с дирижабля «Норвегия» на Северный полюс норвежский, итальянский и американский флаги.
- 1927 — Первый полёт спортивного самолёта АИР-1, на котором были установлены первые советские мировые рекорды. Эту дату считают началом деятельности конструкторского бюро Яковлева.
- 1929 — во Львове создана организация писателей Западной Украины — «Гроно».
- 1931 — Народное собрание Китая приняло конституцию, которая вступила в действие 1 июня.
- 1935 — в американском городке Акрон, штат Огайо, основан первый клуб анонимных алкоголиков.
- 1938 — Германия заявила о признании прояпонского марионеточного государства Маньчжоу-Го в Маньчжурии.
- 1944 — полным освобождением Крыма завершилась Крымская наступательная операция советских войск.
- 1945 — открыт Новосибирский театр оперы и балета. Первой постановкой была опера М.Глинки «Иван Сусанин».
- 1946 — в Астраханской области образован ракетный полигон Капустин Яр.
- 1949 — СССР официально прекратил блокаду Западного Берлина.
- 1959 — катастрофа Vickers Viscount в Чейсе, 31 погибший.
- 1961 — Михаил Ботвинник в матч-реванше победил Михаила Таля и вернул себе звание чемпиона мира по шахматам.
- 1962 — в ЮАР введена смертная казнь за саботаж.
- 1963 — начал своё плавание Кэнъити Хориэ (Ken'ichi Horie), который в одиночку пересёк Тихий океан в северных широтах за 93 дня.
- 1965 — Западная Германия установила дипломатические отношения с Израилем; арабские страны разорвали с ней отношения.
- 1967 — в Софии подписан новый договор о дружбе, сотрудничестве и взаимопомощи между СССР и Болгарией.
- 1968 — катастрофа C-130 в Кхамдыке, 155 погибших — крупнейшая авиакатастрофа того времени.
- 1969 — в Великобритании принят Закон о снижении возрастного избирательного ценза с 21 года до 18 лет.
- 1975 — на экраны вышел фильм Сергея Бондарчука «Они сражались за Родину» по роману Михаила Шолохова.
- 1976 — создана неправительственная общественная правозащитная организация Московская Хельсинкская группа.
- 1980 — на экраны вышел первый советский фильм-катастрофа «Экипаж».

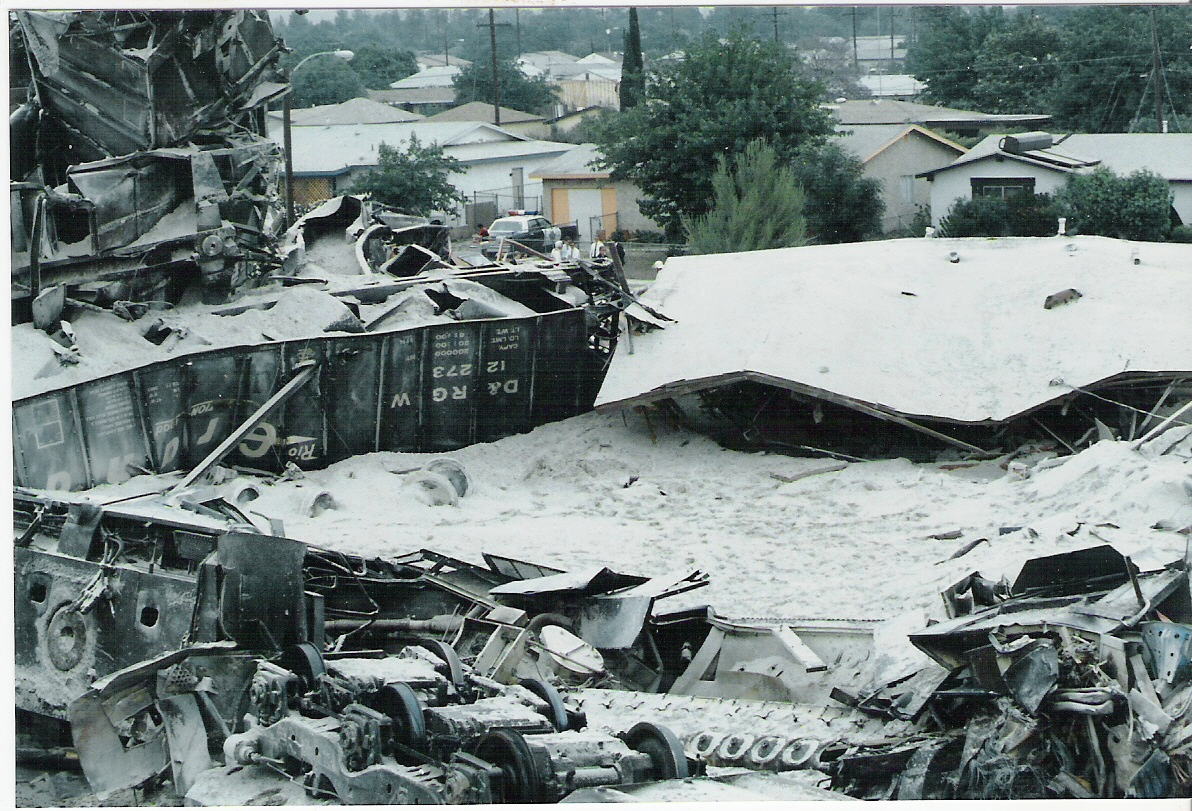
Последствия катастрофы в Сан-Бернардино

- 1989 — крушение в Сан-Бернардино (Калифорния): тяжёлый поезд, выйдя из-под контроля машиниста, разогнался на крутом уклоне и на скорости свыше 160 км/ч сошёл с рельсов и врезался в город Сан-Бернардино.
- 1991 — Михаил Горбачёв и Борис Ельцин договорились о подписании нового Союзного договора.
- 1993
  - Открылся Первый Московский Международный Фестиваль компьютерной графики и анимации Аниграф’93.
  - Эстония принята в Совет Европы.
- 1997 — подписан Договор о мире и принципах взаимоотношений между Россией и Чеченской Республикой Ичкерия.
- 1998 — президент России Борис Ельцин впервые выступил в Интернете и в течение 30 минут ответил на 14 вопросов, поступивших из разных стран мира.

### XXI век
- 2001 — эстонский дуэт Танель Падар и Дэйв Бентон победил в 46-м международном музыкальном конкурсе «Евровидение».
- 2002 — на космодроме Байконур в результате обрушения крыши корпуса полностью уничтожен советский космический корабль Буран.
- 2004
  - В Англиканской церкви введена должность веб-священника, в обязанности которого входит опека нового прихода, который существует исключительно в сети.
  - Во Франции открылся 57-й Каннский кинофестиваль.
- 2008 — Сычуаньское землетрясение, от которого погибло 69 197 человек, пропало без вести порядка 18 тыс. человек и 288 431 человек пострадало.
- 2010
  - В Триполи произошла катастрофа самолёта Airbus A330, погибли 103 человека.
  - Запущен национальный домен верхнего уровня для России .рф, первый в Интернете домен на кириллице.
- 2014 — провозгласила независимость Донецкая Народная Республика[9].
- 2017 — начал распространение сетевой червь-вымогатель WannaCry, который поразил более 200 тысяч компьютеров под Microsoft Windows в более чем 150 странах мира[10].
- 2022 — телескоп горизонта событий получил изображение сверхмассивной черной дыры Стрелец А* (Sgr A*).

## Родились
См. также: Категория:Родившиеся 12 мая

### До XIX века
- 1496 — Густав I Васа (ум. 1560), король Швеции (1523—1560).
- 1606 — Иоахим фон Зандрарт Старший (ум. 1688), немецкий живописец, график и историк искусства, историограф, переводчик.
- 1647 — Боголеп Черноярский (в миру Борис Ушаков; ум. 1654), отрок-схимник, святой Русской православной церкви.
- 1670 — Август Сильный (ум. 1733), курфюрст Саксонии (1694—1733), король Польши, великий князь литовский (1697—1733).
- 1755
  - Джованни Баттиста Виотти (ум. 1824), итальянский скрипач-виртуоз, создатель французской скрипичной школы.
  - Николай Мордвинов (ум. 1845), русский флотоводец и государственный деятель.
- 1770 — Карл Бистром (ум. 1838), российский генерал от инфантерии, генерал-адъютант.
- 1790 — Йоханнес Карстен Хаух (ум. 1872), датский поэт, драматург, писатель-романтик.

### XIX век
- 1803 — Юстус фон Либих (ум. 1873), немецкий химик, основатель научной школы, один из создателей агрохимии.

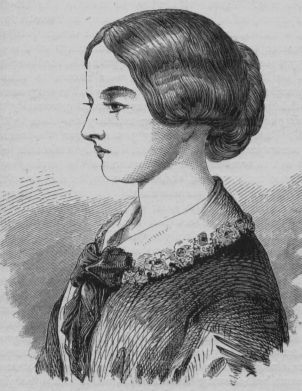
Флоренс Найтингейл

- 1806 — Андрей Муравьёв (ум. 1874), русский духовный писатель, поэт, драматург, церковный и общественный деятель.
- 1812 — Эдвард Лир (ум. 1888), английский художник и поэт, автор «Книги бессмыслиц» и популяризатор такого жанра, как лимерики.
- 1820 — Флоренс Найтингейл (ум. 1910), английская медсестра, организатор и руководитель отряда санитарок во время Крымской войны (1853—1856).
- 1823 — Джон Рассел Хайнд (ум. 1895), английский астроном, открывший 10 астероидов, 2 кометы, переменную туманность в созвездии Тельца, несколько переменных звёзд.
- 1824 — Елена Горчакова (ум. 1897), русский педагог, поэтесса, автор путевых очерков.
- 1828 — Данте Габриел Россетти (ум. 1882), английский художник и поэт.
- 1835 — Михаил Анненков (ум. 1899), генерал от инфантерии, член Военного совета Российской империи, строитель Закаспийской железной дороги.
- 1842 — Жюль Массне (ум. 1912), французский композитор, профессор Парижской консерватории.
- 1874
  - Яков Гаккель (ум. 1945), российский и советский инженер, создатель самолётов и тепловозов.
  - Клеменс Пирке (ум. 1929), австрийский педиатр, разработчик кожной пробы для диагностики туберкулёза (реакция Пирке).
- 1878 — Массимо Бонтемпелли (ум. 1960), итальянский писатель, журналист и драматург, эссеист, музыкальный критик, композитор.
- 1890 — Сергей Брюхоненко (ум. 1960), русский, советский физиолог, доктор медицинских наук, создал первый в мире аппарат искусственного кровообращения (автожектор).
- 1892 — Фриц Кортнер (ум. 1970), австрийский и немецкий актёр и режиссёр театра и кино, сценарист.
- 1895
  - Уильям Джиок (ум. 1982), американский физикохимик, лауреат Нобелевской премии по химии (1949).
  - Джидду Кришнамурти (ум. 1986), индийский философ, духовный учитель.
- 1897 — Николай Соколов (ум. 1988), советский футболист, вратарь, заслуженный мастер спорта СССР.
- 1899 — Морис Карем (ум. 1978), бельгийский поэт, автор около 60 сборников стихов.
- 1900 — Хелена Вайгель (ум. 1971), немецкая театральная актриса, вторая жена Бертольта Брехта.

### XX век
- 1904
  - Вилис Лацис (ум. 1966), латвийский писатель, советский государственный деятель.
  - Александр Ханов (ум. 1983), актёр театра и кино, народный артист СССР.

- 1907

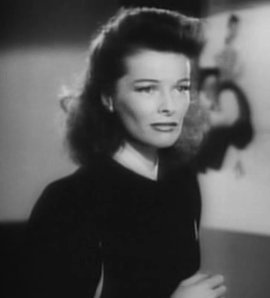
Кэтрин Хепбёрн

  - Кэтрин Хепбёрн (ум. 2003), американская актриса, обладательница четырёх премий «Оскар», премий «Эмми», BAFTA и др.
  - Дементий Шмаринов (ум. 1999), художник-график, иллюстратор, педагог, народный художник СССР.
- 1909 — Юрий Домбровский (ум. 1978), русский советский писатель, поэт, литературный критик.
- 1910 — Дороти Ходжкин (ум. 1994), английская женщина-химик и биохимик, нобелевский лауреат (1964).
- 1912 — архиепископ Михаил (в миру Михаил Мудьюгин; ум. 2000), архиепископ Вологодский и Великоустюжский, богослов, деятель экуменического движения.
- 1918 — Юлиус Розенберг (казнён в 1953), американский коммунист, обвинённый вместе с женой в шпионаже в пользу СССР.
- 1921 — Йозеф Бойс (ум. 1986), немецкий художник, один из главных теоретиков постмодернизма.
- 1923 — Валентин Зубков (ум. 1979), киноактёр, заслуженный артист РСФСР.
- 1924 — Александр Есенин-Вольпин (ум. 2016), советский и американский математик, философ и поэт, диссидент, правозащитник, сын поэта С.Есенина.
- 1925 — Фрэнк Пирсон (ум. 2012), американский сценарист и кинорежиссёр.
- 1928
  - Берт Бакарак (ум. 2023), американский пианист и композитор, автор песен.
  - Караман Мгеладзе (ум. 2015), кинорежиссёр, сценарист и актёр, народный артист Грузинской ССР.
- 1929 — Сэм Нуйома (ум. 2025), намибийский политический и государственный деятель, первый президент Намибии (1990—2005), Председатель партии СВАПО (1960—2007).
- 1930
  - Владимир Ухин (ум. 2012), диктор, телеведущий, киноактёр, юморист, заслуженный артист РСФСР.
  - Хесус Франко (ум. 2013), испанский кинорежиссёр, оператор, актёр, композитор, продюсер, сценарист.
- 1933 — Андрей Вознесенский (ум. 2010), советский и российский поэт, публицист, художник, архитектор.
- 1938
  - Светлана Адырхаева (ум. 2023), прима-балерина Большого театра, педагог, народная артистка СССР.
  - Андрей Амальрик (ум. 1980), советский журналист, диссидент, литератор.
  - Аяз Муталибов (ум. 2022), советский и азербайджанский государственный деятель, первый президент Азербайджана (1990—1992).
- 1940 — Геннадий Меркулов (ум. 2015), глава администрации Рязанской области (1994—1996).
- 1942
  - Иэн Дьюри (ум. 2000), английский рок-музыкант, певец, автор песен.
  - Барри Лонгиер, американский писатель-фантаст.
  - Мишель Фюген, французский певец и композитор, автор-исполнитель.
- 1944 — Виталий Песков (ум. 2002), советский и российский художник-карикатурист, мультипликатор, юморист.
- 1948
  - Линдсей Краус, американская актриса театра, кино и телевидения.
  - Наталья Орлова, советский и российский режиссёр-мультипликатор, сценарист, художник-постановщик.
  - Стив Уинвуд, английский рок-музыкант, мультиинструменталист, автор песен.
- 1949 — Сергей Ашкенази, советский и российский кинорежиссёр и сценарист.
- 1950
  - Гэбриэл Бирн, ирландский актёр театра, кино и телевидения, лауреат премии «Золотой глобус».
  - Брюс Бокслейтнер, американский актёр телевидения, кино и озвучивания.
- 1954 — Фридрик Тоур Фридрихссон, исландский кинорежиссёр, сценарист и актёр.
- 1957 — Николай Гусев, советский и российский рок-музыкант, композитор, участник групп «Странные игры», АВИА, НОМ.
- 1958
  - Ким Грайст, американская актриса театра, кино и телевидения.
  - Алексей Иващенко, советский и российский певец, бард, автор песен, гитарист, актёр.
  - Ольга Лиховская, артистка балета Мариинского театра, заслуженная артистка РСФСР.
  - Эрик Сингер (наст. имя Эрик Дойл Менсингер), американский рок-барабанщик («Kiss», Элис Купер, «Avantasia»).
  - Владимир Холстинин, советский и российский рок-музыкант и композитор, основатель группы «Ария».
- 1960 — Роман Моисеев, российский дирижёр, педагог, общественный деятель.
- 1961 — Пол Бегала, американский политический консультант, советник президента Билла Клинтона.
- 1962 — Эмилио Эстевес, американский киноактёр, кинорежиссёр и сценарист.
- 1966
  - Дебора Кара Ангер, канадская актриса кино и телевидения.
  - Стивен Болдуин, американский киноактёр.
- 1970 — Саманта Мэтис, американская актриса кино, телевидения и озвучивания.
- 1978 — Малин Акерман, канадская актриса и модель шведского происхождения.
- 1980 — Риши Сунак, британский политик, премьер-министр Великобритании (с 2022 по 2024).
- 1981 — Рами Малек, американский актёр египетского происхождения, лауреат премий «Эмми», «Золотой глобус», «Оскар» и др.
- 1983 — Алина Кабаева, российская гимнастка, олимпийская чемпионка (2004), многократная чемпионка Европы и мира, общественный деятель.
- 1987 — Виктория Дайнеко, российская певица и актриса.
- 1988
  - Марсело Виейра, бразильский футболист, двукратный призёр Олимпийских игр (2008, 2012), 4-кратный победитель Лиги чемпионов УЕФА.
  - Виктор Тихонов, российский хоккеист, чемпион мира (2014), внук тренера Виктора Тихонова.
- 1992 — Ветле Шостад Кристиансен, норвежский биатлонист, трёхкратный чемпион мира.
- 1993 — Венди Хольденер, швейцарская горнолыжница, олимпийская чемпионка (2018), трёхкратная чемпионка мира.
- 1997 — Френки де Йонг, нидерландский футболист.

### XXI век
- 2010 — Ариса Трю, австралийская скейтбордистка, олимпийская чемпионка (2024).

## Скончались
См. также: Категория:Умершие 12 мая

### До XIX века
- 1003 — Сильвестр II (в миру Герберт Орильякский или Герберт Реймский; р.ок.946), 139-й папа римский (999—1003).
- 1012 — Сергий IV (в миру Пьетро Марьино Боккадипорко, ок.970), 142-й папа римский (1009—1012).
- 1641 — казнён Томас Уэнтуорт, 1-й граф Страффорд (р.1593), английский государственный деятель.
- 1700 — Джон Драйден (р.1631), английский поэт, драматург, критик.
- 1784 — Абраам Трамбле (р.1710), швейцарский натуралист.
- 1798 — Джордж Ванкувер (р.1757), английский мореплаватель и исследователь.

### XIX век
- 1830 — Дионизас Пошка (р.1757), литовский поэт.
- 1838 — Анджей Снядецкий (р.1768), польский врач, биолог, химик, профессор.
- 1845 — Август Вильгельм Шлегель (р.1767), немецкий литературный критик, историк литературы.
- 1856 — Жак Филипп Мари Бине (р.1786), французский математик, механик и астроном.
- 1859 — Сергей Аксаков (р.1791), русский писатель, театральный и литературный критик.
- 1867 — епископ Игнатий (в миру Дмитрий Александрович Брянчанинов; р.1807), епископ Русской церкви, богослов и проповедник.
- 1884 — Бедржих Сметана (р.1824) чешский композитор, дирижёр, пианист.
- 1893 — князь Николай Голицын (р.1836), русский историк, библиограф.

### XX век
- 1907 — Жорис-Карл Гюисманс (р.1848), французский писатель, первый президент Гонкуровской академии (1900—1907).
- 1910 — Уильям Хаггинс (р.1824), английский астроном.
- 1916 — Жанабай Кудайбергенулы (р.1865), один из руководителей Каркаринского восстания (расстрелян вместе с соратниками[11]).
- 1931 — Эжен Изаи (р.1858), бельгийский скрипач, композитор, дирижёр, педагог.
- 1935 — Юзеф Пилсудский (р.1867), польский государственный деятель, первый глава возрождённой Польши.
- 1936 — Луи Камилл Майяр (р.1878), французский учёный, врач и химик.
- 1951 — Василий Ванин (р.1898), актёр театра и кино, народный артист СССР.
- 1957 — Эрих фон Штрогейм (р.1885), американский кинорежиссёр, актёр и сценарист.
- 1963 — Роберт Керр (р.1882), канадский легкоатлет, олимпийский чемпион и призёр (1908).
- 1967 — Джон Мейсфилд (р.1878), английский поэт, писатель и журналист, поэт-лауреат.
- 1970
  - Нелли Закс (р.1891), немецкая поэтесса, лауреат Нобелевской премии по литературе (1966);
  - Владислав Андерс (р.1892), генерал польской армии, военный и политический деятель Польши.
- 1972 — Аркадий Пластов (р.1893), советский художник, академик АХ СССР.
- 1976 — Рудольф Кемпе (р.1910), немецкий дирижёр.
- 1978 — Василий Меркурьев (р.1904), актёр театра и кино, театральный режиссёр, народный артист СССР.
- 1981 — Кришнасами Венкатараман (р.1901), индийский учёный-химик.
- 1982 — Александр Борисов (р.1905), актёр театра и кино, кинорежиссёр, сценарист, народный артист СССР.
- 1985
  - Жан Дюбюффе (р.1901), французский художник и скульптор;
  - Родольфо Арисага (р.1926), аргентинский композитор, педагог, музыкальный критик.
- 1987 — Мирослав Рафай (р.1934), чешский писатель-прозаик.
- 1991 — Константин Сокольский (р.1904), латвийский советский певец, педагог.
- 1994
  - Эрик Эриксон (р.1902), американский психоаналитик немецкого происхождения.
  - Рой Планкетт (р.1910), американский химик, открывший в 1938 году политетрафторэтилен.
- 1995 — Андрей Болтнев (р.1946), советский и российский актёр.

### XXI век
- 2001
  - Перри Комо (р.1912), американский певец, лауреат премии «Грэмми»;
  - Алексей Туполев (р.1925), генеральный конструктор самолётов, академик РАН, Герой Социалистического Труда;
  - Диди (наст.имя Валдир Перейра; р.1928), бразильский футболист, двукратный чемпион мира (1958, 1962).
- 2004 — Марианна Стриженова (р.1924), актриса театра и кино, заслуженная артистка РСФСР.
- 2008
  - Роберт Раушенберг (р.1925), американский художник, основоположник поп-арта.
  - Ирена Сендлер (р.1910), польская активистка движения Сопротивления.
- 2009 — Эдуард Бабаян (р.1920), советский и российский врач-нарколог, доктор медицинских наук.
- 2019 — Виктор Манаков (р.1960), советский и российский велогонщик, олимпийский чемпион (1980).
- 2020 — Мишель Пикколи (р.1925), французский актёр театра и кино, сценарист, кинорежиссёр.
- 2025
  - Властимил Горт (р. 1944), чехословацкий и немецкий шахматист, гроссмейстер (1965).
  - Алла Осипенко (р. 1932), советская артистка балета, киноактриса и балетный педагог.

## Приметы
- 12 мая — Девять мучеников, считается днём целителей: если в полдень выйти на дорогу и подставить лицо тёплому ветру, то «здоровья прибавится на целый год»[12][неавторитетный источник].